# МКС-43
МКС-43 — сорок третій довготривалий екіпаж Міжнародної космічної станції. Його робота розпочалася 11 березня 2015 року з моменту відстиковки Союз ТМА-14М від станції та завершилася 11 червня 2015 року.

## Екіпаж
| Посада        | з листопада 2014               | з 11.03.2015 по 11.06.2015     |
| ------------- | ------------------------------ | ------------------------------ |
| Командир      | Антон Шкаплеров (2), ФКА       | Антон Шкаплеров (2), ФКА       |
| Бортінженер 1 | Саманта Крістофоретті (1), ЄКА | Саманта Крістофоретті (1), ЄКА |
| Бортінженер 2 | Террі Віртс (2), НАСА          | Террі Віртс (2), НАСА          |
| Бортінженер 3 |                                | Геннадій Падалка (5), ФКА      |
| Бортінженер 4 |                                | Михайло Корнієнко (2), ФКА     |
| Бортінженер 5 |                                | Скотт Келлі (4), НАСА          |

## Значимі події
28 квітня 2015 року з космодрому «Байконур» було здійснено запуск ракети-носія «Союз-2.1а» з транспортним вантажним кораблем «Прогрес М-27М», який мав доставити до МКС понад 2,5 тонн необхідного вантажу. Однак після запуску корабель не вийшов на потрібну орбіту та 8 травня припинив своє існування, увійшовши у верхні шари атмофери.

## Цікаві факти
12 квітня 2015 року предстоятель Російської православної церкви Патріарх Кирило вперше по каналу відеозв'язку, наданому Центром управління польотами, привітав космонавтів із святом Паски і Днем космонавтики, які відзначалися у цей день.
На початку травня 2015 року на борту МКС вперше зварили і випили в умовах невагомості справжній італійський еспресо. Це стало можливим завдяки доставленій на орбіту унікальній кавомашині. Унікальну кавоварку будуть використовувати для отримання нових знань про поведінку рідин в умовах невагомості.